# Осипцов, Александр Николаевич (учёный)
Алекса́ндр Никола́евич Осипцо́в (род. 4 июня 1955, Ростов-на-Дону) — советский, российский учёный-механик; доктор физико-математических наук, заведующий лабораторией механики многофазных сред Института механики МГУ и (по совместительству) профессор кафедры аэромеханики и газовой динамики механико-математического факультета МГУ.

## Биография
Александр Николаевич Осипцов родился 4 июня 1955 года в Ростове-на-Дону. 
В 1972 году с золотой медалью окончил среднюю школу № 3 города Шахты. В том же году поступил на механико-математический факультет Московского университета, который окончил в 1977 году, получив квалификацию механика. После окончания МГУ обучался в аспирантуре кафедры аэромеханики и газовой динамики мехмата МГУ. В 1981 году защитил диссертацию на соискание учёной степени кандидата физико-математических наук (тема — «Обтекание тел дисперсной смесью»).
С 1980 года работает в Институте механики МГУ (в 1980—2002 гг. — в лаборатории общей аэродинамики: инженер, младший научный сотрудник, научный сотрудник, старший научный сотрудник, ведущий научный сотрудник). С 1992 года по совместительству (на полставки) также работал доцентом кафедры аэромеханики и газовой динамики. В 1989—1990 гг. проходил стажировку на факультете инженерной механики пекинского университета Цинхуа.
В 1995 году защитил диссертацию на соискание учёной степени доктора физико-математических наук (тема — «Пристеночные течения газа с инерционной дисперсной примесью»).
В 2002 году стал заведующим лабораторией механики многофазных сред Института механики МГУ и одновременно (по совместительству) — профессором кафедры аэромеханики и газовой динамики; учёное звание профессора получил в 2013 году.
Читает для студентов мехмата специальный курс «Динамика запылённого газа». Является соруководителем научного семинара по газовой динамике на механико-математическом факультете.
Член Российского национального комитета по теоретической и прикладной механике с 1995 года. Член Общества прикладной математики и механики (GAMM, 1994), Европейского общества механики (EUROMECH Архивная копия от 16 октября 2016 на Wayback Machine, 1994), общественной организации «Российская академия естественных наук» (РАЕН, 2004). Член редколлегий журналов «Успехи механики» (2002—2005), «Труды Института механики им. Р. Р. Мавлютова», «Известия РАН. Механика жидкости и газа».

## Научная деятельность
К областям научных интересов А. Н. Осипцова относятся механика многофазных сред, аэродинамика, газовая динамика, тепломассообмен, теория пограничного слоя. При этом большинство его научных работ посвящено математическому моделированию процессов, происходящих при движении тел в аэродисперсных средах. Создал теорию пограничного слоя в таких средах и разработал методы расчёта коэффициентов трения и тепломассообмена в газовзвесях и аэрозолях. Развил линейную теорию обтекания крыловых профилей запылённым газом; изучая обтекание затупленных тел газовзвесью в широком диапазоне скоростей набегающего потока, обнаружил эффект резкой интенсификации теплообмена данных тел в гиперзвуковом запылённом потоке. Построил математическую квазиодномерную модель течения суспензии в каналах переменного сечения при вскипании несущей фазы.
Предложенный А. Н. Осипцовым новый лагранжев подход к моделированию сред без собственного давления дал возможность исследовать эффекты аэродинамической фокусировки инерционной примеси в высокоскоростных газовых потоках. Разработанные им новые модели механики многофазных сред были использованы в процессе создания ряда технологий (аэрокосмических, нефтедобычи, нанесения покрытий и др.) и позволили описать некоторые астро- и геофизические явления. В частности, Осипцов выполнил (совместно с М. А. Теверовским) расчёты распределения пылевой компоненты в атмосфере кометы, обтекаемой солнечным ветром, и установил при этом эффект возникновения слоистых структур (зон чередования высокой и низкой концентрации пыли) между головной и терминальной ударными волнами; вместе со своими коллегами он исследовал поликристаллическую структуру земного ядра и выяснил причины его относительно низкой жёсткости.
В механике многофазных сред получил известность метод Осипцова, используемый при расчётах концентрации дисперсной фазы в двухфазных течениях. Данный метод предусматривает привлечение дополнительных уравнений для элементов матрицы Якоби, соответствующей переходу от эйлеровых переменных к лагранжевым; эти дополнительные уравнения, рассматриваемые совместно с записанными в лагранжевой форме уравнениями движения и уравнением неразрывности дисперсной фазы, позволяют путём решения систем обыкновенных дифференциальных уравнений находить концентрацию частиц вдоль выбранных траекторий. Метод Осипцова свободен от недостатков, присущих ранее применявшимся подходам, и отличается высокой точностью.
Опубликовал более 100 научных работ. Под научным руководством А. Н. Осипцова защищено 6 кандидатских диссертаций.

## Награды и премии
- Медаль и премия Академии наук СССР для молодых учёных (1988) — за цикл работ «Аэродинамика и волновые движения газов с инерционной дисперсной примесью» (совместно с В. А. Куликовским и И. С. Меньшовым)[13]
- Медаль имени П. Л. Капицы Российской академии естественных наук (1995)[1]
- Медаль и премия имени Л. И. Седова Национального комитета по теоретической и прикладной механике (2008) — за цикл работ «Развитие лагранжева подхода в механике дисперсных сред»[14]
- Почётный знак «Заслуженный научный сотрудник» Минобрнауки России (2009)[2]
- Медаль имени М. В. Келдыша Федерации космонавтики России (2009)[2]
- Премия имени Н. Е. Жуковского I степени Российской академии наук (2010, с В. М. Фоминым, Э. Б. Василевским, Ю. М. Циркуновым) — за цикл работ «Аэродинамика и теплообмен в газодисперсных потоках»[15][16]
- Почётное звание «Заслуженный научный сотрудник Московского университета» (2010)[7]

## Публикации (Осипцов)

### Теория пограничного слоя
- Осипцов А. Н.  О структуре ламинарного пограничного слоя дисперсной смеси на плоской пластине // Изв. АН СССР. Механика жидкости и газа. — 1980. — № 4. — С. 48—54.
- Осипцов А. Н.  Тонкий профиль в потоке дисперсной смеси // Изв. АН СССР. Механика жидкости и газа. — 1981. — № 5. — С. 147—154.
- Осипцов А. Н.  Пограничный слой на затупленном теле в потоке запылённого газа // Изв. АН СССР. Механика жидкости и газа. — 1985. — № 5. — С. 99—107.
- Осипцов А. Н., Шапиро Е. Г.  Обтекание поверхности аэродисперсным потоком с образованием жидкой плёнки из осаждающихся частиц // Изв. АН СССР. Механика жидкости и газа. — 1989. — № 4. — С. 85—92.
- Osiptsov A. N.  Mathematical Modeling of Dusty-Gas Boundary Layers // Applied Mechanics Reviews. — 1997. — Vol. 50, no. 6. — P. 357—370. — doi:10.1115/1.3101716.
- Осипцов А. Н., Теверовский М. А.  Гиперзвуковое обтекание сверхзвукового двухфазного источника // Изв. РАН. Механика жидкости и газа. — 1998. — № 3. — С. 134—147.
- Осипцов А. Н., Коротков Д. В.  Пограничный слой в парокапельной среде на лобовой поверхности горячего затупленного тела // Теплофизика высоких температур. — 1998. — Т. 36, вып. 2. — С. 291—297.
- Ван Бои, Осипцов А. Н.  Пристеночный пограничный слой за ударной волной в запылённом газе // Изв. РАН. Механика жидкости и газа. — 1999. — № 4. — С. 61—73.
- Боронин С. А., Осипцов А. Н.  Устойчивость течения дисперсной смеси в пограничном слое // Изв. РАН. Механика жидкости и газа. — 2008. — № 1. — С. 76—87.
- Леонтьев А. И., Осипцов А. Н., Рыбдылова О. Д.  Пограничный слой на плоской пластине в сверхзвуковом газокапельном потоке. Влияние испаряющихся капель на температуру адиабатической стенки // Теплофизика высоких температур. — 2015. — Т. 53, вып. 6. — С. 910—917. — doi:10.7868/S0040364415060162.

### Механика многофазных сред
- Осипцов А. Н.  Исследование зоны неограниченного роста концентрации частиц в дисперсных потоках // Изв. АН СССР. Механика жидкости и газа. — 1984. — № 3. — С. 46—52.
- Осипцов А. Н.  Движение запылённого газа в начальном участке плоского канала и круглой трубы // Изв. АН СССР. Механика жидкости и газа. — 1988. — № 6. — С. 80—87.
- Осипцов А. Н., Панкратьева И. Л., Полянский В. А., Сахаров В. И.  Стационарное течение смеси жидкость — частицы в канале при наличии вскипания несущей фазы // Теплофизика высоких температур. — 1992. — Т. 30, вып. 3. — С. 583—591.
- Osiptsov A. N.  Lagrangian Modelling of Dust Admixture in Gas Flows // Astrophysics and Space Science. — 2000. — Vol. 274, no. 1-2. — P. 377—386.
- Ахуджа Р., Белоножко А. Б., Йоханссон Б., Осипцов А. Н.  Инерционное разделение фаз во вращающихся самогравитирующих средах // Изв. РАН. Механика жидкости и газа. — 2004. — № 6. — С. 85—99.
- Belonoshko A. B., Davis S., Johansson B., Rosengren A., Skorodumova N. V., Osiptsov A. N.  Origin of the Low Rigidity of the Earth’s Inner Core // Science. — 2007. — Vol. 316, no. 5831. — P. 1603—1605. — doi:10.1126/science.1141374.
- Осипцов А. Н. . Развитие лагранжева подхода для моделирования течений дисперсных сред // Проблемы современной механики. К 85-летию со дня рождения академика Г. Г. Чёрного / Под ред. А. А. Бармина. — М.: Изд-во Моск. ун-та, 2008. — 639 с. — ISBN 978-5-211-05518-6. — С. 390—407.
- Коротеев А. А., Осипцов А. Н., Попушина Е. С.  Неизотермическое течение в коническом каплеуловителе в условиях открытого космоса // Теплофизика высоких температур. — 2008. — Т. 46, вып. 6. — С. 897—904.
- Лебедева Н. А., Осипцов А. Н.  Структура зон аккумуляции инерционной примеси в течении типа торнадо // Изв. РАН. Механика жидкости и газа. — 2009. — № 1. — С. 83—96.
- Невский Ю. А., Осипцов А. Н.  Медленная гравитационная конвекция дисперсных систем в областях с наклонными границами // Изв. РАН. Механика жидкости и газа. — 2011. — № 2. — С. 65—81.
- Осипцов А. Н., Рыбдылова О. Д.  Фокусировка аэрозоля за ударной волной, движущейся в микроканале // Теоретические основы химической технологии. — 2011. — Т. 45, вып. 2. — С. 178—186.